# Catxolot crestagrís
El catxolot crestagrís (Pseudoseisura unirufa) és una espècie d'ocell de la família dels furnàrids (Furnariidae).
Habita zones de vegetació baixa i boscos àrids de les terres baixes del nord i est de Bolívia, oest del Paraguai i sud-oest del Brasil.